# Daïra d'El Madher
El Madher (en arabe : المعذر ,en berbère : ⴻⵍ ⵎⴰⵄⴷⴻⵔ) est une Daïra d'Algérie située dans la wilaya de Batna et dont le chef-lieu est la ville éponyme d'El Madher.

## Localisation
La daïra est située au nord-est de la wilaya de Batna.

## Communes
La daïra est composéé de quatre communes :  Aïn Yagout, Boumia, Djerma et El Madher.